# Кульон-крихітка
Кульон-крихітка (Numenius minutus) — вид сивкоподібних птахів родини баранцевих (Scolopacidae).

## Поширення
Розмножується нещільними колоніями, переважно на старих лісових гарах і долинах річок у північно-східному Сибіру. Зимує на луках, на орних землях або поблизу водойм на півдні, головним чином у на півночі Австралії, але також в Південній Австралії.

## Опис
Птах завдовжки від 28 до 34 сантиметрів, розмах крил від 57 до 63 сантиметрів, вага від 150 до 175 г. Має переважно сіро-коричневе забарвлення, включаючи підкрилля. Його живіт білий. Дзьоб порівняно короткий, загнутий.